# Вулиця Святослава Хороброго (Київ)
Ву́лиця Святосла́ва Хоро́брого — вулиця у місцевості Чоколівка, Солом'янського району міста Києва. Пролягає від Севастопольської площі до Медової вулиці.
До вулиці прилучаються: проспекти Валерія Лобановського та Повітряних Сил, вулиці Зеленогірська, Смілянська, Вінницька та Федора Ернста.

## Історія
Вулиця утворена у 1950-х роках як спеціальна швидкісна траса до аеропорту в об'їзд житлової забудови, але її спорудження не було завершене; з 1955 року отримала назву Аеровокзальна вулиця, у 1961 році її було приєднано до Повітрофлотського шосе (сьогодні — проспект Повітряних Сил).
У 1967 році відокремлено від Повітрофлотського проспекту під назвою вулиця Народного ополчення, на честь радянських добровольчих військових формувань, що брали участь в обороні Києва від нацистів на стороні Радянського Союзу в 1941 році.
У 1977 році, з нагоди 100-річчя від дня народження академіка Миколи Стражеска, біля входу до будинку Українського науково-дослідного інституту кардіології, який був заснований Миколою Стражеском і названий його ім'ям й встановлений пам'ятник (автори пам'ятника — скульптор Іван Шаповал, архітектор Ірфан Шемседінов). Має статус пам'ятки місцевого значення з 4 серпня 1980 року.
Сучасна назва вулиці на честь князя київського Святослава Хороброго — з 4 листопада 2021 року. Переймнування відбулося попри те, що на Чоколівці з початку XX сторіччя вже існує вулиця Святославська.

## Установи та заклади
- Державна податкова інспекція в Київській області (буд. № 5)
- Управління патрульної поліції у м. Києві (буд. № 9)
- Державний комітет України по земельних ресурсах (буд. № 3)
- Інститут кардіології, клінічної та регенеративної медицини імені академіка М. Д. Стражеска НАМН України (буд. № 5)
- Тролейбусне депо № 3 (буд. № 14)